# Ozzy Osbourne
John Michael "Ozzy" Osbourne (Marston Green, 3. prosinca 1948. – Jordans, 22. srpnja 2025.) bio je engleski pjevač.
Mnogi ga obožavatelji nazivaju "Ocem heavy metala". Osbourneova glazbena karijera proteže se kroz četiri desetljeća. Osbourne je bio pjevač pionirske heavy metal grupe Black Sabbath i dobitnik multi-platinaste nagrade za solo karijeru. Od 2002. do 2005. godine prikazivao se reality show The Osbournes koji je pratio njegov obiteljski život. Nadimak mu je Princ tame (engl. Prince of Darkness).

## Diskografija
Black Sabbath
- Black Sabbath (1970.)
- Paranoid (1970.)
- Master of Reality (1971.)
- Vol. 4 (1972.)
- Sabbath Bloody Sabbath (1973.)
- Sabotage (1975.)
- Technical Ecstasy (1976.)
- Never Say Die! (1978.)
- 13 (2013.)

Samostalno
- Blizzard of Ozz (1980.)
- Diary of a Madman (1981.)
- Bark at the Moon (1983.)
- The Ultimate Sin (1986.)
- No Rest for the Wicked (1988.)
- No More Tears (1991.)
- Ozzmosis (1995.)
- Down to Earth (2001.)
- Black Rain (2007.)
- Scream (2010.)
- Ordinary Man (2020.)
- Patient Number 9 (2022.)